# Tomáš Kraus
Tomáš Kraus (ur. 3 marca 1974 w Děčínie) – czeski narciarz dowolny, specjalizujący się w skicrossie. Jest dwukrotnym mistrzem świata w skicrossie: z mistrzostw świata w Ruka oraz z mistrzostw świata w Madonna di Campiglio. Zajął także 11. miejsce w tej samej konkurencji na igrzyskach olimpijskich w Vancouver.
Najlepsze wyniki w Pucharze Świata osiągnął w sezonie 2005/2006, kiedy to triumfował w klasyfikacji generalnej oraz w klasyfikacji skircossu. Małą kryształową kulę w klasyfikacji skicrossu zdobywał także w sezonach 2004/2005, 2007/2008 oraz 2008/2009. Trzykrotnie zajmował drugie miejsce w klasyfikacji generalnej (sezony 2004/2005, 2007/2008 i 2008/2009). W 2006/2007 był drugi w klasyfikacji skicrossu.

## Osiągnięcia

### Igrzyska olimpijskie
| Miejsce | Dzień     | Rok  | Miejscowość | Konkurencja | Zwycięzca             |
| ------- | --------- | ---- | ----------- | ----------- | --------------------- |
| 11.     | 21 lutego | 2010 | Vancouver   | Skicross    | Michael Schmid        |
| 18.     | 20 lutego | 2014 | Soczi       | Skicross    | Jean Frédéric Chapuis |

### Mistrzostwa świata
| Miejsce | Dzień       | Rok  | Miejscowość          | Konkurencja | Zwycięzca             |
| ------- | ----------- | ---- | -------------------- | ----------- | --------------------- |
| 1.      | 18 marca    | 2005 | Ruka                 | Skicross    | -                     |
| 1.      | 6 marca     | 2007 | Madonna di Campiglio | Skicross    | -                     |
| 23.     | 2 marca     | 2009 | Inawashiro           | Skicross    | Andreas Matt          |
| 4.      | 4 lutego    | 2011 | Deer Valley          | Skicross    | Christopher Del Bosco |
| 13.     | 10 marca    | 2013 | Voss                 | Skicross    | Jean Frédéric Chapuis |
| 20.     | 21 stycznia | 2015 | Kreischberg          | Skicross    | Filip Flisar          |

### Puchar Świata

#### Miejsca w klasyfikacji generalnej
- sezon 2001/2002: 47.
- sezon 2002/2003: 23.
- sezon 2003/2004: 42.
- sezon 2004/2005: 2.
- sezon 2005/2006: 1.
- sezon 2006/2007: 6.
- sezon 2007/2008: 2.
- sezon 2008/2009: 2.
- sezon 2009/2010: 17.
- sezon 2010/2011: 22.
- sezon 2011/2012: 29.
- sezon 2012/2013: 25.
- sezon 2013/2014: 88.
- sezon 2014/2015: 180.

#### Zwycięstwa w zawodach
1. Tignes – 30 listopada 2002 (skicross)
2. Les Contamines – 7 stycznia 2005 (skicross)
3. Pozza di Fassa – 15 stycznia 2005 (skicross)
4. Kreischberg – 21 stycznia 2005 (skicross)
5. Les Contamines – 14 stycznia 2006 (skicross)
6. Kreischberg – 20 stycznia 2006 (skicross)
7. Sierra Nevada – 11 marca 2006 (skicross)
8. Les Contamines – 12 stycznia 2008 (skicross)
9. Flaine – 16 stycznia 2008 (skicross)
10. Kreischberg – 20 stycznia 2008 (skicross)
11. Sierra Nevada – 22 lutego 2008 (skicross)
12. Flaine – 14 stycznia 2009 (skicross)
13. Voss – 19 lutego 2009 (skicross)
14. La Plagne – 20 marca 2009 (skicross)
15. Grasgehren – 3 lutego 2013 (skicross)

#### Pozostałe miejsca na podium w zawodach
1. Sierra Nevada – 12 marca 2006 (skicross) – 2. miejsce
2. Flaine – 10 stycznia 2007 (skicross) – 3. miejsce
3. Les Contamines – 2 lutego 2007 (skicross) – 2. miejsce
4. Inawashiro – 16 lutego 2007 (skicross) – 2. miejsce
5. Hasliberg – 9 marca 2008 (skicross) – 3. miejsce
6. Les Contamines – 9 stycznia 2010 (skicross) – 3. miejsce
7. Alpe d’Huez – 13 stycznia 2010 (skicross) – 2. miejsce
8. Lake Placid – 19 stycznia 2010 (skicross) – 3. miejsce
9. Blue Mountain – 11 lutego 2011 (skicross) – 3. miejsce
10. Voss – 19 marca 2011 (skicross) – 3. miejsce
11. Contamines-Montjoie – 12 stycznia 2013 (skicross) – 3. miejsce
12. Arosa – 7 marca 2014 (skicross) – 2. miejsce

- W sumie (15 zwycięstw, 6 drugich i 6 trzecich miejsc).